# PM Press
PM Press – amerykańskie wydawnictwo książkowe, muzyczne oraz filmowe. Specjalizuje się w publikacji materiałów o tematyce anarchistycznej, marksistowskiej i socjalistycznej.

## Historia
PM Press zostało założone pod koniec 2007 przez Ramseya Kanaana – założyciela AK Press – Craiga O'Hary, a także kilku innych członków wydawnictwa AK Press.
Wydawnictwo organizuje targi książek, uczestniczy w konferencjach akademickich, współpracuje z księgarniami oraz zespołami muzycznymi, a także angażuje się z akcje lokatorskie. Poza książkami, PM Press zajmuje się również dystrybucją broszur, koszulek, płyt muzycznych, DVD czy innych materiałów wizualnych.